# Sonia Pierre
Sonia Pierre, ook wel bekend als Solange Pierre (Villa Altagracia, 1963 – aldaar, 2011) was een uit Haïtiaanse ouders geboren Dominicaanse mensenrechten activiste en advocate, die zich inzette tegen anti-Haïtiaanse sentimenten en discriminatie tegen Haïtianen. In 2007 trok de Dominicaanse regering haar Dominicaanse nationaliteit in nadat was geconstateerd dat het illegaal was verkregen door middel van een frauduleus geboortebewijs.
Pierre was president van de beweging van Dominicaans-Haïtiaanse vrouwen (MUDHA) en won de Robert F. Kennedy mensenrechtenprijs in 2006 als erkenning voor haar werk.

## Beginjaren
Pierre werd in 1963 geboren uit Haïtiaanse ouders in Villa Altagracia, San Cristóbal in de Dominicaanse Republiek. Als een van twaalf kinderen, groeide Pierre op in een plattelandsgemeenschap van immigranten die Lechería heette met ruim 650.000 Haïtianen. Haar geboorteakte toonde haar naam als Solain Pie en zoals zij zelf zei: "Dit is het gevolg van een fout van een overheidsfunctionaris". Haar nationaliteit werd toch door sommigen in twijfel getrokken omdat zij haar geboorteakte als vals beschouwden. Dit kwam door de verblijfstitel van haar Haïtiaanse ouders en het gebrek aan Haïtiaanse documentatie.

## Mensenrechten
Op dertienjarige leeftijd organiseerde Pierre een vijfdaags protest met suikerriet arbeiders op een van de plattelands gemeenschappen in het land. Dit leidde tot haar arrestatie. Het protest trok veel publieke aandacht door de eisen van de werknemers waarin zij eisten dat hun huizen geschilderd moesten worden en zij betere hulpmiddelen en salarisverhogingen moesten hebben.
Pierre werkte als voorzitter van de niet-gouvernementele organisatie Movimiento de Mujeres Dominico-Haitianas (MUDHA), die een einde wil maken aan anti-Haïtianisme of vooroordelen tegen mensen van dominicanen van Haïtiaanse afkomst.
In 2005 vroeg Pierre hulp bij het Inter-Amerikaanse Hof voor de Rechten van de Mens n.a.v. van twee etnische Haïtiaanse kinderen die geen Dominicaanse geboorteakte hadden. Deze zaak, genaamd "Yean en Bosico tegen de Dominicaanse Republiek", bevestigde dat mensenrechtenwetgeving rassendiscriminatie verbiedt bij toegang tot nationaliteit en burgerschap. De rechtbank beval ook dat de Dominicaanse regering de geboorteaktes zou verstrekken.
Het Hooggerechtshof van de Dominicaanse Republiek oordeelde echter later dat de ouders werden beschouwd als "Haïtiaanse arbeiders die tijdelijk werkten in de Dominicaanse Republiek" en daarom geen recht op staatsburgerschap hadden.

## Prijzen en onderscheidingen
Voor haar werk won Pierre de Robert F. Kennedy Human Rights Award 2006, uitgereikt door de voormalige senator van de VS. Edward "Ted" Kennedy, maar niet namens het Amerikaanse Congres. (Senator Edward Kennedy zei over haar: "Met zekerheid kan ik bevestigen dat Sonia een van de meest zelfopofferende, dappere en medelevende mensen van mijn generatie is.) Sonia staat erg dicht bij de top tien van mijn lijst met heldinnen."
Pierre también ganó el galardón para los Derechos Humanos 2003 Ginetta Sagan Fund Award de Amnistía Internacional Bovendien werden zij en MUDHA genomineerd voor de UNESCO-prijs voor onderwijs voor mensenrechten in 2002.
Ze werd geëerd door het Amerikaanse ministerie van Buitenlandse Zaken met de Internationale Prijs voor Moedige Vrouwen 2010.
Het Amerikaanse ministerie van Arbeid erkende Pierre postuum met de 2016 Iqbal Masih Award voor het uitbannen van kinderarbeid en haar inspanningen ter bevordering van de mensenrechten.

## Overleden
Pierre stierf op 4 december 2011 aan een hartaanval op haar boerderij in Villa Altagracia in San Cristóbal op de Dominicaanse Republiek na zware pijn op de borst.